# Hejnały miast w województwie śląskim

## Bytom
Hejnał Bytomia jest emitowany codziennie z wieży kościoła Wniebowzięcia Najświętszej Marii Panny o: 9.00, 12.00, 15.00 i 18.00. Podczas miejskich uroczystości jest odgrywany przez trębacza. Hejnał Bytomski powstał w 1998 r. Kompozycja została początkowo przeznaczona dla uświetnienia dorocznej, bardzo ważnej dla miasta imprezy „Święta Bytomia”. Wykonanie premierowe odbyło się na otwarciu imprezy 1998 r.

## Cieszyn

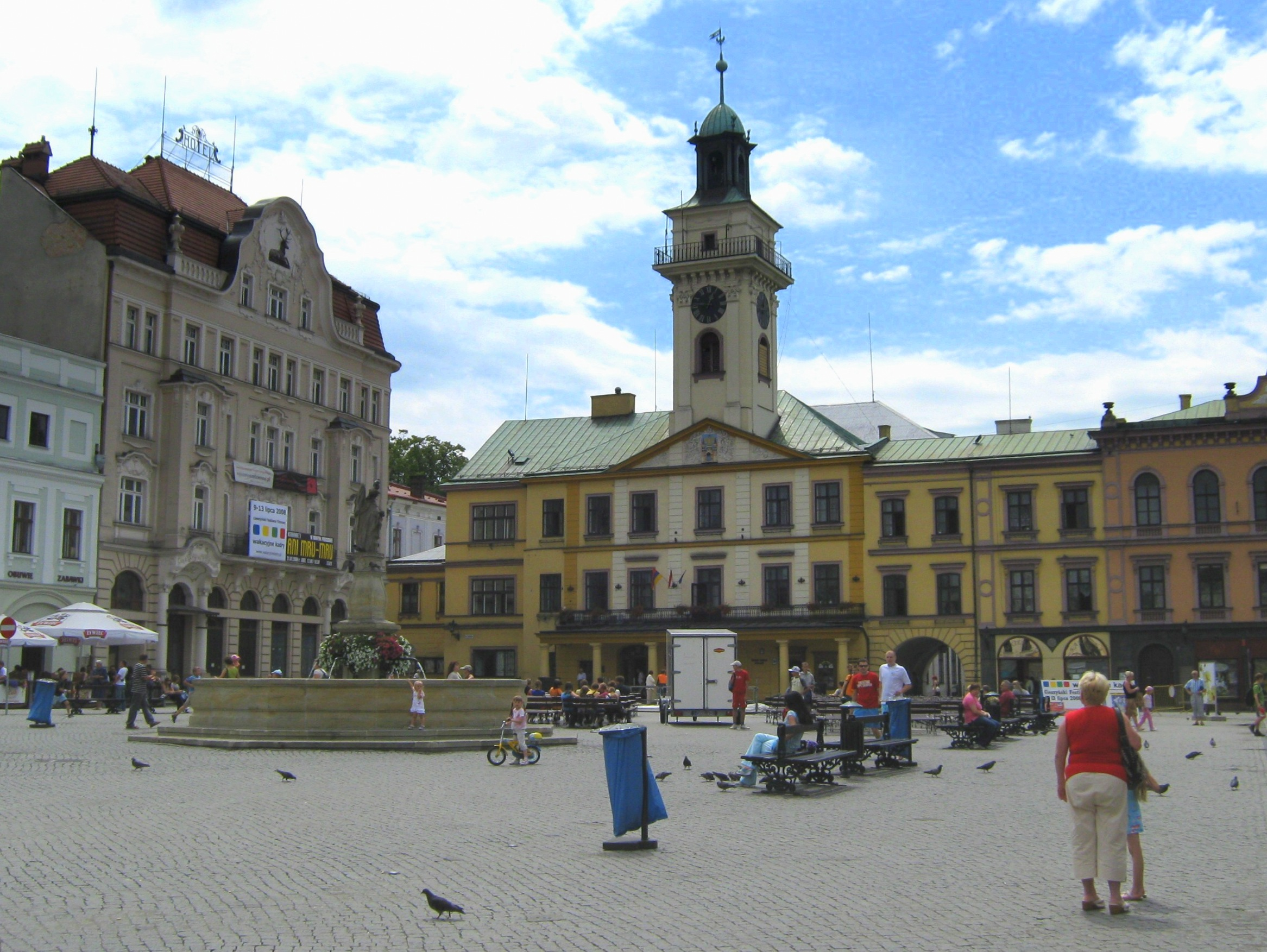
Widok ogólny cieszyńskiego ratusza

Latem 1984 roku wyremontowano znajdującą się w złym stanie wieżę ratuszową w Cieszynie. W południe rozlega się z niej hejnał skomponowany z okazji 1150-lecia legendarnego założenia Cieszyna, na melodię utworu "Helokanie" (autorstwa Stanisława Hadyny).

## Chorzów
Chorzowski hejnał zabrzmiał po raz pierwszy podczas I Biesiady Rocznicowej w hali Miejskiego Ośrodka Rekreacji i Sportu. Od 22 sierpnia 1998 roku jest natomiast nieprzerwanie puszczany z ratuszowej wieży.

## Łaziska Górne
Hejnałem Miasta Łaziska Górne jest oparty na melodii ludowej motyw muzyczny. Utwór został opracowany przez Czesława Grabowskiego, dyrygenta Filharmonii Górniczej w Zabrzu.

## Piekary Śląskie

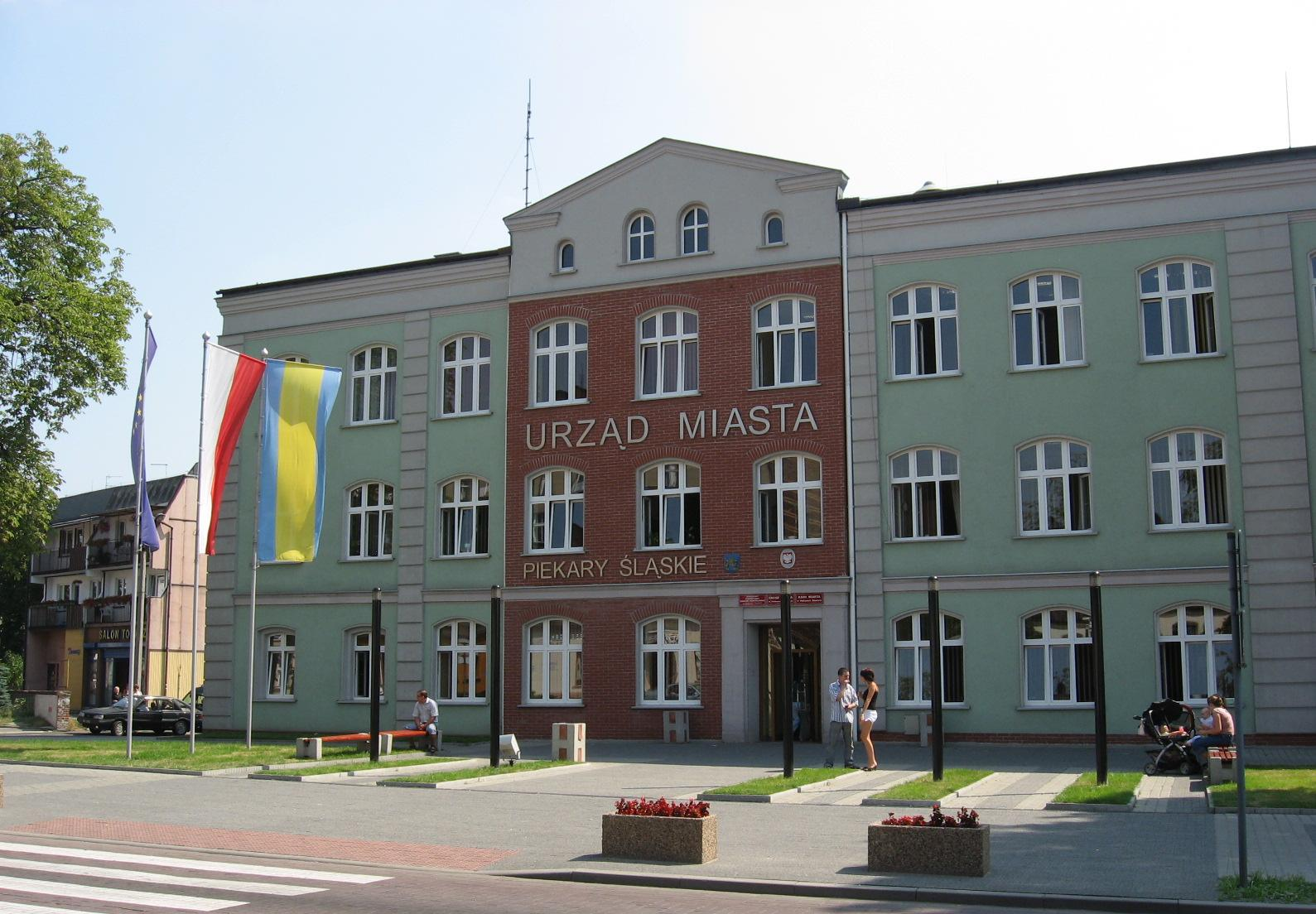
Miejsce odgrywania hejnału – Urząd Miejski w Piekarach Śląskich

Hejnał przyjęty uchwałą Rady Miasta w dniu 21 maja 2009 roku. Hejnał jest kompozycją nawiązującą do tradycji i kultury miasta, silnie związanego z kultem maryjnym – dnia 12 września 2014 patronką Piekar Śląskich została Matka Boska Piekarska. Główna linia melodyczna zbudowana jest na pieśni „Matko Piekarska” (hymnie archidiecezji katowickiej, skomponowanym przez Feliksa Nowowiejskiego). Hejnał rozpoczyna czterotaktowa część fanfarowa poprzedzająca właściwy temat utworu – transponowany fragment pieśni „Matko Piekarska” po czym następuje czterotaktowa coda wieńcząca całość kompozycji. Jest on emitowany codziennie w południe z budynku Ratusza. Autorem hejnału jest Klaudiusz Jania – główny organista piekarskiej bazyliki. Hejnał stanowi jeden z najbardziej rozpoznawalnych znaków miasta Piekary Śląskie. Utwór powstał w 3 wersjach: orkiestrowej, na trzy trąbki oraz na trąbkę solo.

## Radzionków
Hejnał przyjęty uchwałą Rady Miasta nr XLIV/387/2009 z dnia 15.10.2009 r. w sprawie ustanowienia flagi, chorągwi, hejnału dla miasta Radzionkowa. Hejnał wykorzystuje charakterystyczne motywy pieśni “Na cześć Wojciecha”, wykonywanej tylko i wyłącznie na terenie radzionkowskiej parafii od niepamiętnych czasów. Motywy pieśni nie są cytowane dosłownie, a jedynie wykorzystane są jej ujęcia melodyczne przekomponowane rytmicznie. Melodyka wykorzystywana jest w części początkowej, która później zostaje rozwinięta przez kompozytora. Hejnał złożony jest z trzech zdań muzycznych, tworzących zamkniętą całość. Hejnał jest odtwarzany codziennie o godzinie 14:00 oraz podczas obchodów świąt państwowych i uroczystości.

## Skoczów
Hejnał Skoczowski jest odgrywany codziennie o 12:00 z wieży ratuszowej.

## Sosnowiec

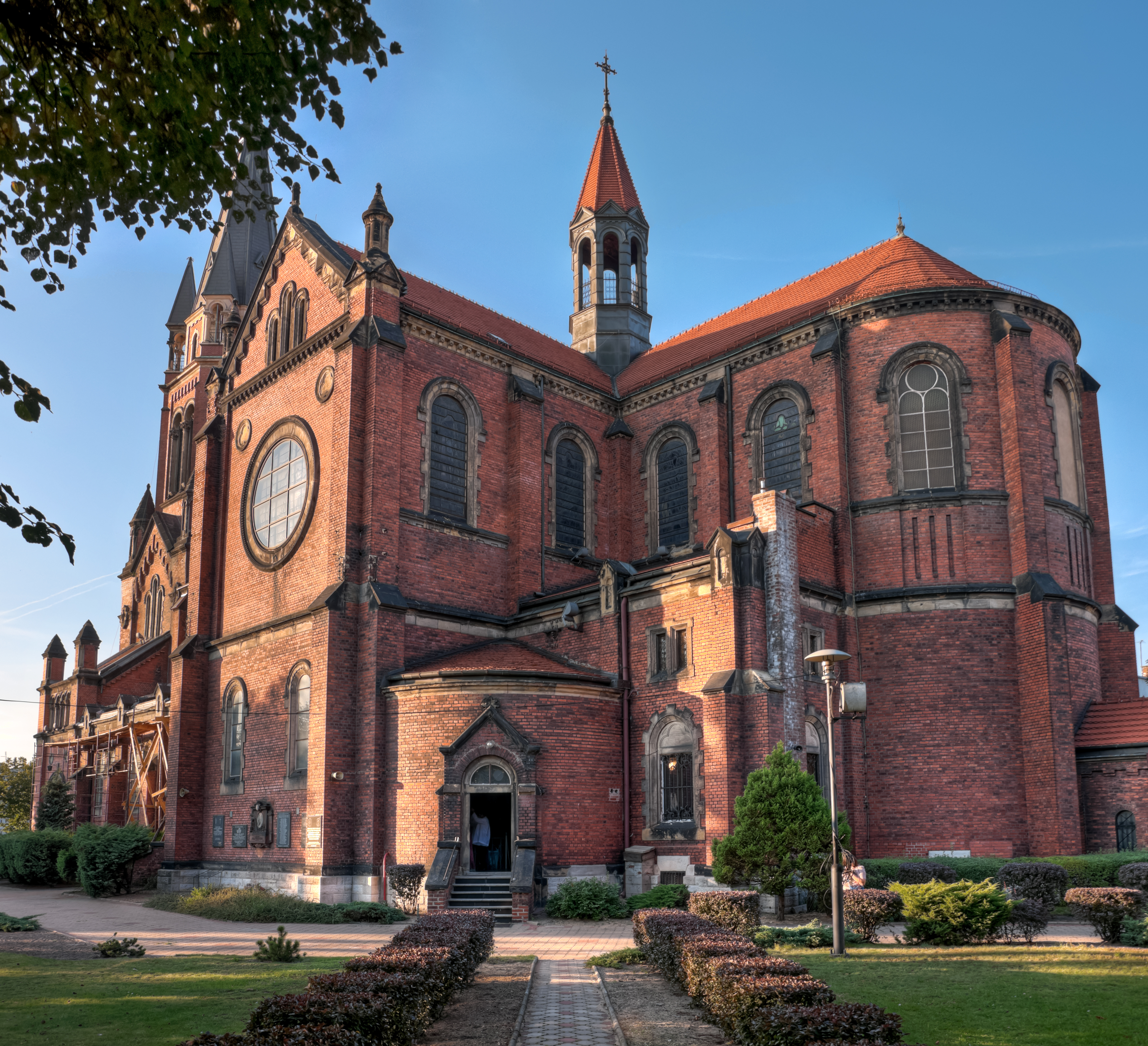
Katedra w Sosnowcu

Hejnał Sosnowca powstał w 2002 roku, na 100-lecie tego miasta. Jest odgrywany na najważniejszych miejskich uroczystościach.

## Szczyrk
Codziennie, w samo południe, rozlegają się dźwięki góralskich trombit – melodia dobiegająca z wieży kościoła pw. św. Piotra i Pawła w centrum miasta to hejnał Szczyrku.

## Ustroń
Hejnał miejski Ustronia powstał z okazji 700-lecia miasta.

## Wodzisław Śląski
Został napisany w 2007 r. z okazji 750-lecia Miasta Wodzisławia Śląskiego. Uchwałę o ustanowieniu hejnału Rada Miejska w Wodzisław Śląski przyjęła 31 stycznia 2008. Hejnał skomponował wodzisławianin – Kamil Staszowski. Napisany jest on na trąbkę, ale także odtwarzany jest w wersji elektronicznej. Hejnał można usłyszeć w południe tuż po godzinie 12 z Wodzisławskiego Zamku.

## Zabrze

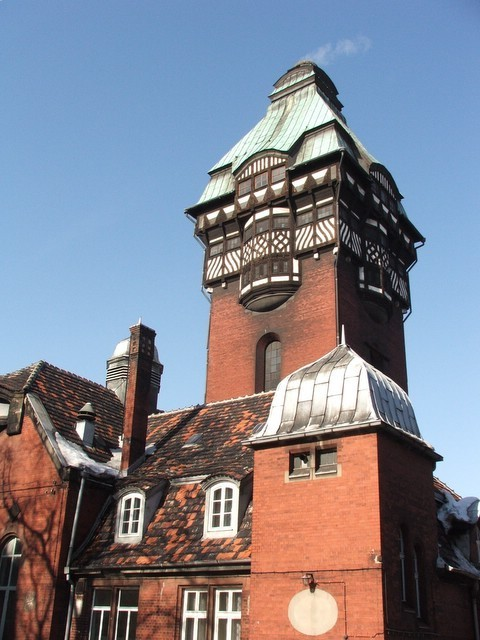
Wieża Kominowa Szpitala Klinicznego w Zabrzu

Hejnał Zabrza jest odgrywany podczas najważniejszych uroczystości, czyli m.in. w czasie koncertów z okazji święta miasta i 1 stycznia w Nowy Rok. Hejnał skomponowany został w 1997 roku przez ks. prof. Romualda Raka.

## Żory
Uroczystości miejskie uświetnia hejnał skomponowany w 1972 roku przez żorzanina Alfreda Paszendę.

## Żywiec

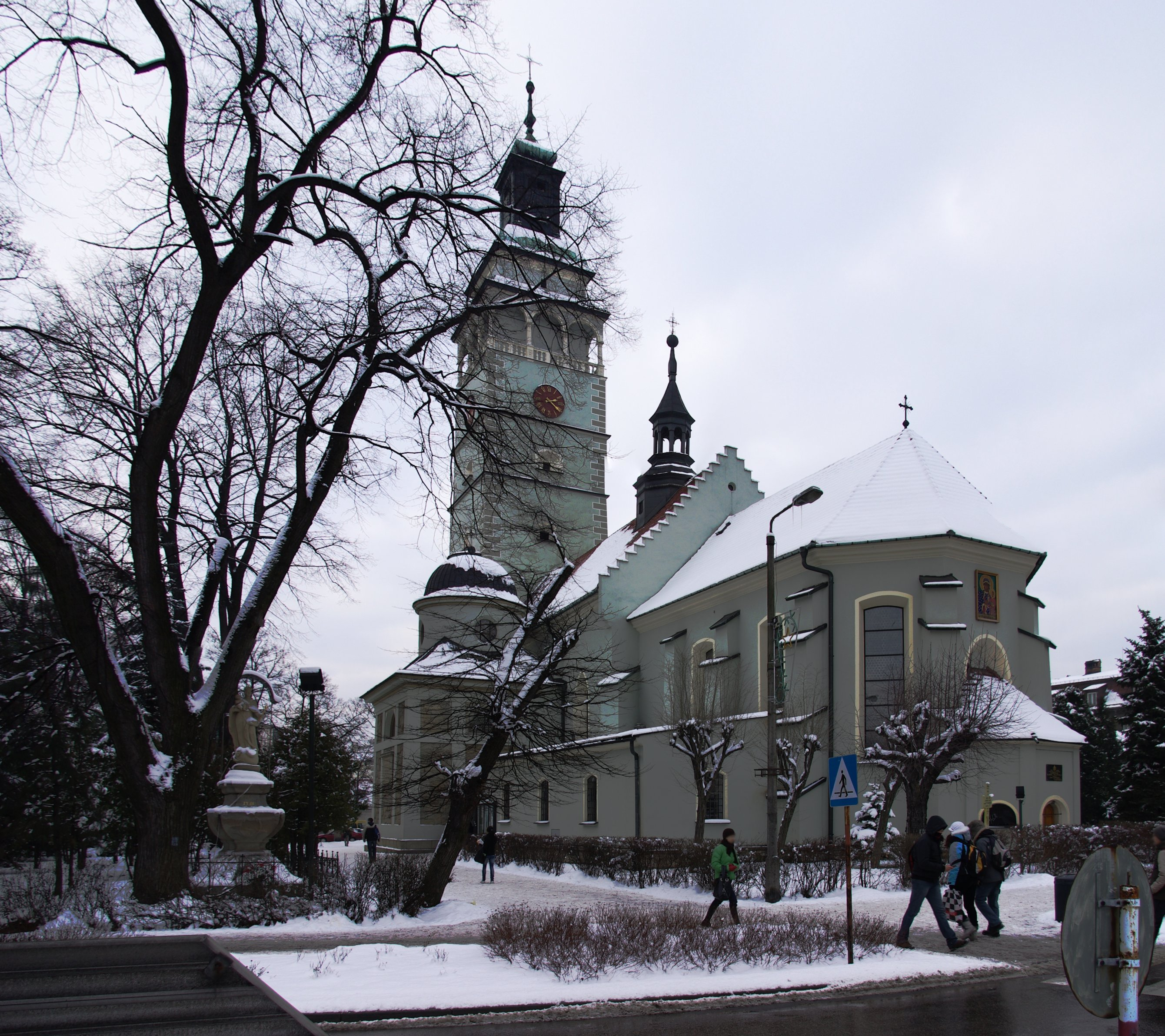
Konkatedra pod wezwaniem Narodzenia Najświętszej Maryi Panny w Żywcu, z której wieży grany jest hejnał miejski Żywca

Tradycja miejskiego hejnału sięga XVIII wieku. 7 października 1708 roku podczas obchodów 100- lecia utworzenia Bractwa Różańcowego rozpoczęto wykonywanie utworów muzycznych z wieży kościoła parafialnego. W 1934 roku członkowie Katolickiego Stowarzyszenia Młodzieży Męskiej postanowili wznowić ideę gry na wieży. Jesienią 1935 roku organista żywiecki przywiózł z Przemyśla zapis nutowy krótkiego, bo liczącego zaledwie 11 aktów, sygnału trąbkowego nieznanego kompozytora. Melodia stała się początkiem, późniejszego hejnału miejskiego. Po drugiej wojnie, po raz pierwszy, hejnał został wykonany podczas widowiska regionalnego. Sen o burgocie, czyli dawnej zabawie żywieckiej.. Uroczyste wykonanie hejnału nastąpiło podczas obchodów 700- lecia Miasta Żywca. Obecnie hejnał wykonywany jest podczas uroczystości państwowych i kościelnych.